# Contrabas
Contrabasul (italiană contrabbasso, franceză contrebasse, basse double, germană Kontrabass, Bassgeige, engleză double bass, rusă kontrabas) este cel mai mare instrument muzical cu coarde și arcuș cu o largă răspândire. Produce sunetele cele mai joase dintre instrumentele cu coardă. În partitura de orchestră, se scrie prescurtat „Cb.” sau „Kb.”. Raportat la notarea în partitură, sunetul contrabasului este cu o octavă mai jos decât cel al violoncelului. Cel mai adesea, la contrabas se cântă cu mâna stângă pe tastieră, iar mâna dreaptă trage arcușul peste corzi sau le ciupește cu degetele (tehnică numită pizzicato).
Folclorul românesc, unde instrumentul a pătruns târziu, recunoaște următoarele denumiri pentru contrabas: bas (vezi articol), broancă, gordună mare („gordună” fără altă specificație, se va numi violoncelul) sau rareori gordun.

## Origini și dezvoltarea instrumentului
Printre strămoșii contrabasului sunt cel puțin cinci feluri de instrumente. Între ele trebuie amintită în primul rând viola-contrabas (violone), reprezentanta basului profund în familia violei da gamba („familia violelor”). Acordajul ei, corespunde în notație cu cel al violei de gamba, însă sună cu o octava mai jos. Registrul grav era reprezentat și de lira cu cea mai mare dimensiune, numită archiviola da lira sau lirone. Numărul coardelor sale ajungea uneori până la 24. Pe tastiera ambelor instrumente erau montate bare metalice (italiană traversino, franceză tons, germană Bünde, engleză frets, rusă ladÎ – uneori se foloseau în locul barelor, ațe speciale înnodate în jurul gâtului, mobile și pretabile la acordaje variate), împărțind-o astfel în semitonuri și înlesnind formarea sunetelor.
În afara instrumentelor amintite, altele asemenea cu arcuș folosite în secolele al XVI-lea și al XVII-lea sunt cunoscute având diferite dimensiuni și, de regulă, cinci coarde (exemple: basso di camera, bassetto, Halbviolon ș.a.). Numărul de cinci coarde nu s-a dovedit a fi practic; din cauza marii tensiuni, acordajul nu rezista. Către mijlocul secolului al XVII-lea s-a trecut la patru coarde. Experimental s-a mai construit un instrument numit cellone, pentru a găsi o tranziție între violoncel și contrabas. Acesta se acorda în Sol, re, la, mi și se nota la octava inferioară (ca la contrabas). Nici acest instrument nu s-a răspândit.

## Contrabasul modern
Forma contrabasului actual se deosebește întructva de instrumentele din familia violei da gamba. Corpul său se subțiaza în sus, curbura de la mijloc fiind mai pronunțată. Cele patru coarde se acordează în cvarte. Mai nou, pe instrumentele prevăzute cu o tastiera lată se pune și o a cincea coardă (progresele tehnice făcute în construcția instrumentelor permit acest lucru, problema tensiunii și a stabilității acordajului fiind rezolvate). Acea a cincea coardă are de obicei înălțimea la o terță mare sub coarda cea mai gravă (Mi), adică Do. Este utilă pentru piesele care cer note foarte grave, obținute altfel prin reacordarea (scordatura) unui contrabas cu patru corzi.
Pentru acordajul la patru corzi, un paralelism de remarcat este cel cu chitara bas. Totuși, când se folosesc cinci corzi, a cincea va fi, în cazul chitarei bas, Si și nu Do (deci, cu un semiton mai jos).

## Rolurile contrabasului

### Concepția „clasică“
În interpretările „tradiționale” de muzică barocă sau clasică, contrabasul dublează adesea partea violoncelului; studiile recente dovedesc, totuși, că practica dublajului la octavă era în epocă, nu de puține ori, improbabilă (este confirmată doar parțial, în școlile italiană și germană târzie). Strămoșii contrabasului în baroc (mai ales violone, cu mai multe corzi) punctau fundamentalele și pasajele grave în basul continuu și câteodată se folosea o aceeași știmă pentru mai multe instrumente, în limita disponibilităților: contrabas (violone), clavecin, lăută, teorbă ș.a. În barocul târziu au apărut partituri bine delimitate pentru instrumentul grav cu coarde. În clasicism, perioada uniformizării unor orchestre tot mai mari, instrumentului nu i s-au oferit decât arareori ocazii de a depăși statutul de susținere a balansului orchestral. Contrabasul se bucură de o diversificare a materialelor pentru orchestră în perioada romantismului, când apar și piese pentru contrabas solist. Se va construi un acordaj pentru solistică, făcut cu un set special de corzi, ridicate cu un ton față de acordajul standard (Fa#, Si, mi, la).

### În secolul XX. Jazz-ul
Contrabasul modern câștigă multă libertate în secolul XX, când curentele moderne (de pildă, expresionismul) încearcă să îi acorde, măcar local, o importanță la fel de mare ca cea a instrumentelor cu sonorități mai accesibile (una dintre tehnicile care justifică acest fapt este Klangfarbenmelodie). Un nou rol de mare însemnătate va primi contrabasul (poreclit și „bas”, mai ales în acest caz) o dată cu înlocuirea tubei de către el în formațiile timpurii de jazz (stil New Orleans). În calitate de membru indispensabil al secției ritmice, stilul de a cânta la contrabas a lansat, începând cu finele anilor douăzeci, două modalități diferite de balans pentru omniprezenta măsură de patru pătrimi (dar începând cu jazz cool-ul anilor cincizeci, cele două maniere de execuție vor fi transferate și altor metri – un exemplu cunoscut este Take Five, piesa cvartetului condus de Dave Brubeck):
- two beat (două doimi pe măsură, de obicei fundamentala și cvinta acordului)
- four beat (caracteristic stilului swing, dar ajuns o marcă a jazz-ului în sine. Se cântă o notă la contrabas pe fiecare pătrime și se folosește tot mai mult, o dată cu evoluția stilurilor, walking bass - tehnică de semi-improvizație prin care se menține balansul orchestrei prin economia eforturilor melodice, cu intervale mici și cromatizări intense)

Jazz-ul aduce în atenție două tehnici de execuție folosite mai rar de contrabasul clasic: pizzicato și varianta „Bartók” (plesnirea corzii de tastiera instrumentului, cu mâna care ciupește – de aici, denumirea englezească slap-bass). Mai târziu se vor face experimente de jazz cu arcuș la contrabas – unul dintre promotori este Oscar Pettiford (contrabasist și violoncelist), dar încercarea nu are succes. O dată cu evoluția noilor curente ale muzicii de consum după Al Doilea Război Mondial, contrabasul însoțește pentru câțiva ani și formațiile de muzică ușoară, de jazz comercial sau de rock (Elvis Presley în primii ani, de pildă). În cele mai multe cazuri, va fi înlocuit de chitara bas în anii șaizeci, rămânând un caz rarisim pe scenele de pop sau rock. Contrabasul ajunge un „număr” de amuzament pentru basiști (chitară bas) precum Paul McCartney (Beatles), John Deacon (Queen), Sting (The Police), Mark Hoppus (blink-182) ș.a. Totuși, există o tendință de a se reveni la contrabas în ultimii ani; un număr de formații experimentează cu contrabas în locul chitarei bas.
În jazz, instrumentul a pierdut teren în anii șaptezeci (stilul fusion, combinație de jazz cu alte stiluri muzicale, mai ales rock) în favoarea chitarei bas (Weather Report îl schimbă pe contrabasistul Miroslav Vitouš pentru basistul Jaco Pastorius). Totuși, ambele instrumente sunt recunoscute azi în lumea jazz-ului, însă fiecare cu o stilistică separată și un repertoriu distinct.

## Literatură
- Focht, Josef: Der Wiener Kontrabass. Spieltechnik und Aufführungspraxis, Musik und Instrumente. Tutzing: Schneider 1999, ISBN 3-7952-0990-0
- Meier, Adolf: Konzertante Musik für Kontrabass in der Wiener Klassik, Ediția a 2-a 1979, München u.a.: Musikverlag Emil Katzbichler, ISBN 3-87397-004-X
- Planyavsky, Alfred: Geschichte des Kontrabasses, Ediția a 2-a, Tutzing: Schneider 1984, ISBN 3-7952-0426-7
- Warnecke, Friedrich: Ad Infinitum. Der Kontrabass. Seine Geschichte und seine Zukunft. Probleme und deren Lösung zur Hebung des Kontrabaßspiels, Reprint, Leipzig: edition intervalle 2005, ISBN 3-938601-00-0
- Wolf, Michael Barry: Grundlagen der Kontrabass-Technik. Mainz u.a.: Schott 2007, ISBN 978-3-7957-8732-5
- Didi Beck: Rockabilly Slapbass. ISBN 3-86642-004-8